# Венерина мухоловка
Венерина мухоловка (лат. Dionaea muscipula) инсективорна је биљка пореклом из суптропских мочвара Северне и Јужне Каролине. Плен хвата клопкама које се формирају од терминалног дела сваког од листова биљке, који се покрећу помоћу малих длака на њиховим унутрашњим површинама. Када инсект или паук крећући се контактира длачице, клопка се припрема за затварање, и затвара се само ако се јави поновни додир у року од приближно двадесет секунди од првог. Активирање клопке се може јавити ако је једна десетина инсекта у додиру са њом. Потреба поновног додира у овом механизму служи као заштита од трошења енергије затварањем објеката без храњиве вредности, а биљка ће почети варење само након још пет стимулуса, како би се уверила да је ухватила живу жртву вредну потрошње енергије.
Венерина мухоловка је монотипска врста блиско повезана са воденом ступицом и росуљама, од којих све припадају породици росуљарки.